# Aleksandr Koshkyn
Aleksandr Nikolayevitch Koshkyn (en russe : Александр Николаевич Кошкин) est un boxeur soviétique né le 13 juin 1959 à Moscou, RSFS de Russie, et mort le 6 octobre 2012.

## Carrière
Médaillé d'argent aux Jeux olympiques de Moscou en 1980 dans la catégorie des poids super-welters, sa carrière amateur est également marquée par un titre mondial à Munich en 1982 et un titre européen l'année précédente à Tampere.